# Hjulsbro sluss

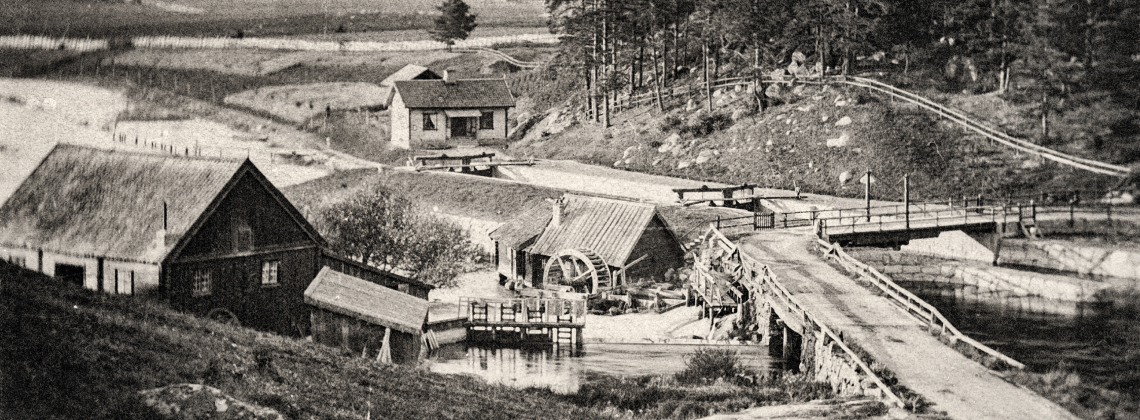
Anläggning av Hjulsbro sluss, omkring 1873. Foto: Frans Dyring

Hjulsbro sluss är en enkelsluss utmed Kinda kanal,som ligger i stadsdelen Hjulsbro i södra Linköping. Området tillhörde förr Hageby prästgård. Nivåskillnaden i slussen var 1,3 meter innan kraftverket i Hackefors byggdes 1935. Den nuvarande nivåskillnaden är 0,3 meter. Detta medför att slussen oftast står öppen under sommarhalvåret.
Slussvaktarbostaden och dess uthus är bevarade. Området fick elektrisk belysning 1918.
Gamla landsvägen genom Hjulsbro gick förr via en svängbro över slussen. År 1952 byggdes den nuvarande Hjulsbrobron cirka 200 meter söder om slussen, och invigdes 16 december 1952. Svängbron användes inte därefter och revs sedermera. 2014 byggdes en ny klaffbro för gång och cykelvägen på samma plats som den gamla svängbron.
Det har sedan flera århundraden funnits en vägförbindelse över ån vid Hjulsbro. Idag finns en 1895 byggd stenvalvsbro byggd, med nya brodelar från 2014.